# Hugh Allen (Musiker)

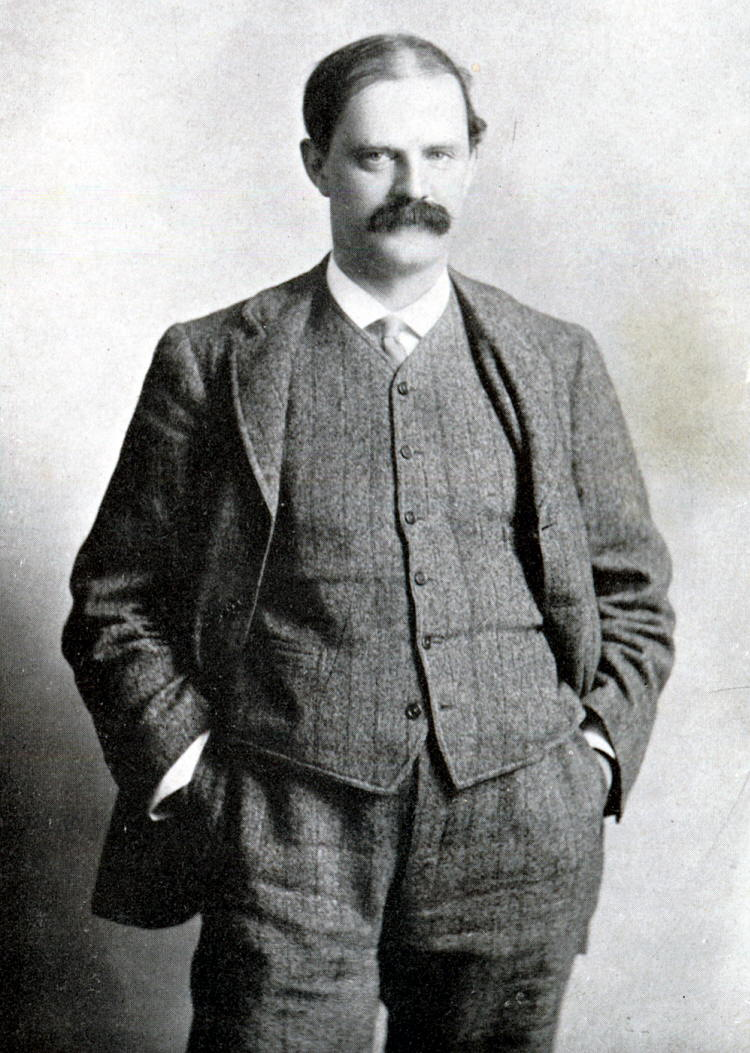
Hugh Percy Allen

Sir Hugh Percy Allen (* 23. Dezember 1869 in Reading, Berkshire; † 24. Februar 1946 in Oxford, Oxfordshire) war ein englischer Dirigent, Organist und Musikpädagoge.
Allen studierte am Christ’s College, Cambridge und der University of Oxford (bis 1898). Bereits im Alter von elf Jahren wirkte er als Organist in seinem Heimatort. Von 1901 bis 1918 war er Organist am New College in Oxford, daneben von 1908 bis 1918 Musikdirektor des University College in Reading. 1908 folgte er Henry Walford Davies als Dirigent des Bach Choir nach, dem zu dieser Zeit Ralph Vaughan Williams und Adrian Boult angehörten. Nachdem er 1918 Professor für Musik in Oxford und zugleich Direktor des Royal College of Music geworden war, übergab er 1922 die Chorleitung an Vaughan Williams.
Er leitete das Royal College of Music bis 1937. 1920 wurde Allen als Knight Bachelor geadelt, 1928 er als Knight Commander in den Royal Victorian Order aufgenommen und 1935 zum Knight Grand Cross des Royal Victorian Order erhoben.